# Spargania locuples
Spargania locuples là một loài bướm đêm trong họ Geometridae.